# Клайд (Вісконсин)
Клайд (англ. Clyde) — місто (англ. town) в США, в окрузі Айова штату Вісконсин. Населення — 292 особи (2020).

## Демографія
Згідно з переписом 2010 року, у місті мешкало 306 осіб у 124 домогосподарствах у складі 91 родини. Було 175 помешкань
Расовий склад населення:
| - 98,0 % — білих - 0,3 % — азіатів |

До двох чи більше рас належало 1,6 %. Частка іспаномовних становила 2,9 % від усіх жителів.
За віковим діапазоном населення розподілялося таким чином: 23,9 % — особи молодші 18 років, 61,7 % — особи у віці 18—64 років, 14,4 % — особи у віці 65 років та старші. Медіана віку мешканця становила 45,7 року. На 100 осіб жіночої статі у місті припадало 96,2 чоловіків;  на 100 жінок у віці від 18 років та старших — 97,5 чоловіків також старших 18 років.
Середній дохід на одне домашнє господарство  становив 113 207 доларів США (медіана — 68 214), а середній дохід на одну сім'ю — 142 762 долари (медіана — 81 500). За межею бідності перебувало 8,1 % осіб, у тому числі 12,2 % дітей у віці до 18 років та 5,2 % осіб у віці 65 років та старших.
Цивільне працевлаштоване населення становило 135 осіб. Основні галузі зайнятості: освіта, охорона здоров'я та соціальна допомога — 22,2 %, роздрібна торгівля — 16,3 %, сільське господарство, лісництво, риболовля — 13,3 %, виробництво — 11,1 %.